# Joseph-Nicolas Delisle
Joseph-Nicolas Delisle (4. travnja, 1688. Pariz - 1768. Pariz) je bio francuski fizičar i astronom.
Poznat je po izumu Delisleove temperaturne ljestvice, 1732. godine.
Po njemu se danas zovu krater Delisle na Mjesecu i asteroid 12742 Delisle.